# 塔纳本布县
塔纳本布县（印尼语：Kabupaten Tanah Bumbu）是印度尼西亚南加里曼丹省的一个县，位于加里曼丹岛东南部，县治在巴都利金。2010年普查，全县有人口267,913人。